# Il Manuale
Il Manuale (kurz für Il Manuale ragionato per la parte meccanica del’arte del ristauratore dei dipinti) ist ein italienisches Handbuch für Restauratoren.
Der Autor, Giovanni Secco Suardo, veröffentlichte das Werk im Jahre 1866. Den Anstoß für die Publikation gaben die Auseinandersetzungen über den Kulturgüterschutz in Italien um 1861 und Mentoren wie der Kunstkenner und Entwickler der Morellischen Methode Giovanni Morelli aus der Accademia Carrara.
Il Manuale ist ein Schlüsselwerk für Restaurierungstechniken und blieb deshalb bis in die Mitte des 20. Jahrhunderts aktuell.

## Weblink
- Il Manuale im Internet Archive